# 인류의 진화
인류의 진화는 사람이 하나의 구분된 종으로 나타나게 되는 과정과 발전 또는 진화 과정이다. 이러한 변화와 발전의 형성은 넓은 자연 과학적 방법론을 사용하여 기술하며 이해된다. 인류의 진화에 대한 연구는 수많은 학문을 포괄하는데 그 중 핵심적인 것은 자연인류학과 유전학이다.
인류 진화에서 인간이라는 용어는 현생인류와 그 직계 조상을 포함하는 분류인 사람속을 의미하나, 인류의 진화에 대한 연구는 일반적으로 진화 단계상 존재하였던 오스트랄로피테쿠스 등의 다른 사람과도 포함한다. 사람속은 오스트랄로피테쿠스로부터 230만년전에서 240만년전 사이에 아프리카에서 분리되었다. 그러나 주된 관심사는 대개 호모 에렉투스, 호모 에르가스터와 같은 사람속의 생물들의 진화에 대한 것이다.
그 후로 몇몇의 사람속이 진화했고, 지금은 멸종했다. 그들은 아시아에서 살았던 호모 에렉투스 그리고 유럽에서 살았던 호모 네안데르탈렌시스들을 포함한다. 옛인류는 50만년전에서 43만년전에 진화했다.
해부학상 현생인류의 기원에 대한 과학자들의 가장 지배적인 견해는 ‘아프리카 기원설’이다. 이 가설은 인간이 아프리카에서 진화하여 5만년에서 1만년사이에, 아시아에서의 호모 에렉투스와 유럽에서의 호모 네안데르탈렌시스의 인구를 대체하면서, 이주했다고 주장한다. 대안적인 가설인 ‘다지역 발생설’을 지지하는 과학자들은 인간은 지역적으로 나뉘면서 250만 년 전에 이루어진 아프리카에서 전 세계로의 호모 에렉투스의 이주로부터 분리되고 진화했다고 생각하고 있다.
구석기 시대의 인간은 오스트랄로피테쿠스(남쪽원숭사람) - 호모 하빌리스(손쓴사람) - 호모 에렉투스(곧선사람: 대표적으로 베이징 원인이 있음) - 호모 사피엔스{슬기사람: 대표적으로 - 호모 사피엔스 사피엔스(슬기슬기사람: 대표적으로 크로마뇽인이 있음 현생인류임)가 있음}이 갈라져 나오게 됨으로써 현재의 형태에 이르렀다. 인류는 어느 순간에 갑자기 진화하여 지금에 이른 것이 아니라, 한 종에서 다양한 종으로 나뉘고, 긴 시간동안 가장 나중에 나뉜 호모 사피엔스가 자연에 가장 잘 적응하여 남게 된 것으로 생각된다.
현대에는 이런 화석기록이나 지질학적 활동, 유전자분석등의 모든 경로들을 통해 얻은 정보들 총집합하여 인류가 어떻게 진화해 왔는지에 대한 큰 그림이 완성되었다.

## 인류 진화의 모델들

### 아프리카 기원

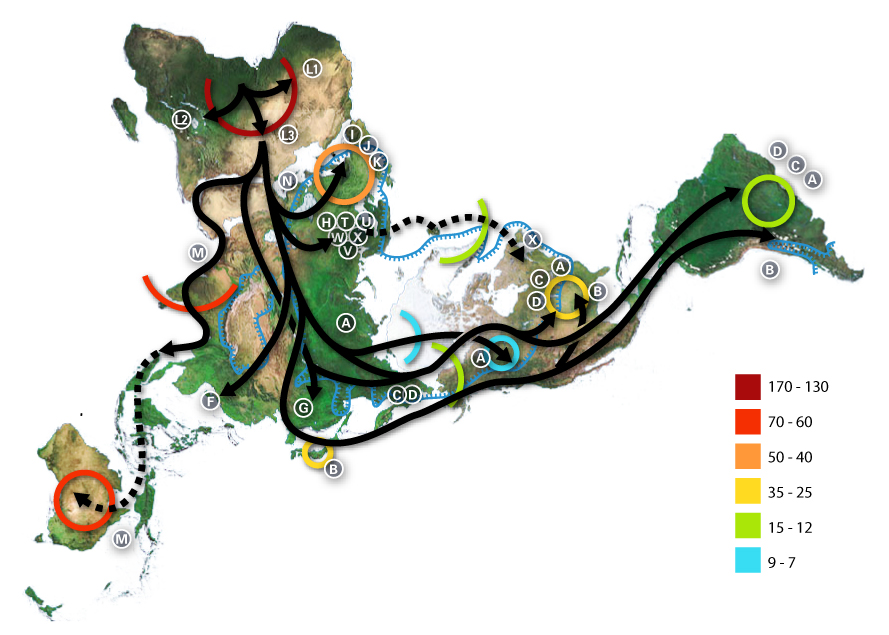
현생 인류의 이주 경로

현생 인류는 아프리카에서 발원하여 세계 각 곳으로 이주한 것으로 추정되고 있다. 왼쪽의 그림은 DNA 염기 서열의 변화로 유추한 인류의 이동 경로다. 사람의 진화 기간은 지질시대로 보아 플라이스토세, 즉 플라이스토세에 해당하며 이 기간 동안 지구에는 4~6 차례의 빙하기와 간빙기가 번갈아 나타났다. 현생 인류는 중기 플라이스토세로 불리는 약 35만 년 전에 출현 한 것으로 추정된다. 이들은 순록, 매머드, 야생마, 오록스, 곰 등을 사냥했다. 그러나 언제 어느 때고 사냥한 것은 아니었고, 식물을 채집하기도 하였다.
그들은 여름에는 천막을 쳤고, 겨울에는 오두막을 혹은 붙박이 집을 짓기도 했다. 이들은 기원전 10만 년경에 지구를 점령하면서 그 수가 증가하였으며, 예술과 성사(聖事), 종교 등 일련의 놀라운 발명을 하기 시작하였다.
후기 플라이스토세 마지막 빙하기, 뷔름 빙기가 끝난 약 1만 년 전 현생 인류의 인구는 약 1만 명 이하로 추정하고 있다. 그 결과 현생 인류는 매우 협소한 유전자 풀이 되었다.
1만 년 전 인류의 역사 단계는 신석기 시대로 불린다. 이 즈음의 인류는 농사를 짓거나 목축을 하기 시작하였다. 그 후 청동기시대에 사유재산의 형성과 위계질서, 불평등 등이 생겨났다. 이러한 인류의 문화는 주변의 환경을 변화시켰을 뿐 아니라 인류 자신의 진화에도 영향을 주었다.

## 구인류
구인류(舊人類)는 현생인류가 출현하기 이전의 인류의 총칭으로 원인류와 고생인류를 말한다. 지난날 구인류는 절멸한 인류이며 현생 인류의 직접적인 조상이 아니라고 생각되어 왔으나 현재는 구인류로부터 현생인류가 출현했다고 주장하는 학자가 많다.

## 구인류 출현의 역사
지금부터 약 390만 년 전쯤 아프리카 남부에, 인간에 극히 유사한 원숭이나 원숭이에 유사한 인간, 즉 오스트랄로피테쿠스류(類)가 출현했다. 두개골의 용적(容積)이 고릴라보다 크고 직립으로 걸으며, 상지(上肢)를 사용하여 물건을 쥐고, 도구를 만들었다. 수십만 년 전에는 자바에 직립원인(直立猿人), 중국에 북경원인(北京猿人), 독일에 하이델베르크인(人)이 출현했다. 이러한 원인(猿人)은 후의 고생인류(古生人類)에 비해서 훨씬 원시적이나 유인원보다는 진화되어 있었다. 약 43만 년 전 유럽에서는 네안데르탈인이 등장했다. 이와 비슷한 인류는 자바의 솔로인, 아프리카의 로데시아인이며 이것을 고생인류라고 한다. 고생인류는 원인과 현생인류(現生人類) 중간의 인류다. 네안데르탈인은 제3 간빙기(間氷期)에서 제4 빙하기 사이에 뛰어난 박편석기(剝片石器)의 문화, 무스티에기(期)의 문화를 이룩했다. 그러나 후빙기의 온난한 기후에 적응하지 못하고 절멸되었다. 이어서 나타난 것은 현생인류다. 유럽이나 서아시아의 크로마뇽인, 그리말디인, 푸세드모스트인, 샹슬라드인, 중국의 산정동인(山頂洞人)은 현생인류다. 현생인류의 두개골·사지(四肢)·체격 등은 현대의 인간과 거의 같으며, 두뇌의 작용도 고도로 발달했다. 현생인류는 후기 구석기시대의 문화를 이룩하여, 뒤에 여러 인종으로 갈라져 나갔다.

## 구인류의 종류

### 유인원
유인원(類人猿)은 영장류 사람상과에 속하는, 꼬리가 없는 종을 말하며, 이는 사람도 포함한다. 2과 8속 21종으로 나눈다.
- 긴팔원숭이과(Hylobatidae): 긴팔원숭이 등 4속 14종을 포함. 소형 유인원류.
- 사람과(Hominidae): 고릴라·오랑우탄·침팬지·사람 등 4속 7종을 포함. 대형 유인원류.[8][9]

바르바리마카크(Barbary Ape)와 같은 일부 다른 영장류는 꼬리가 없다는 의미의 "Ape"라는 이름을 속칭에 포함하고는 있으나 이 종들은 실제로 유인원으로 간주하지는 않는다. 고릴라와 대부분의 인간을 제외하고, 모든 진짜 유인원들은 나무를 오르는 데 매우 능숙하다. 잡식성은 이들을 가장 잘 기술하는 특징인데, 섭취하는 음식으로는 과일과 식물 열매, 그리고 대부분의 경우에 어디서든 손에 넣을 수 있고, 쉽게 소화할 수 있는-사냥을 하거나 다른 동물의 먹고 남은 음식물을 먹는-고기와 무척추동물들이다. 본래 이들은 아프리카와 아시아에서 살았으나 인간들은 세계 모든 곳에 흩어져 살고 있다.
유인원 종들의 대부분은 희귀하거나 멸종될 위험에 처해 있다. 몇몇 개체들이 부시미트용으로 사냥되고 있는 위험에도 불구하고, 멸종될 위험에 처해 있는 대부분 종들의 가장 큰 위협은 열대 우림 서식지의 감소다.
현재 아프리카에 서식하는 고릴라나 침팬지는 인간에 가장 가까운 고등동물, 즉 유인원(類人猿)이다. 유인원과 인류와의 공통 조상은 유럽, 아프리카, 남아시아의 신진기 마이오세의 지층에서 발견된 드리오피테쿠스다. 드리오피테쿠스는 침팬지보다 몸이 작고 꼬리가 없으며, 대구치(大臼齒, 큰 어금니)가 인류에 유사하다. 인도 북부의 시왈릭의 신진기 플리오세층에서 발견된 라마피테쿠스의 퇴화한 상악견치(上顎犬齒)는 이 유인원이 더욱 인간에 가까워졌다는 것을 말해 준다.

### 선행인류

#### 오스트랄로피테쿠스
오스트랄로피테쿠스(Australopithecus)는 신생대 신진기 마이오세부터 제4기 플라이스토세에 살던 유인원과 인류의 중간 형태를 가진 멸종된 화석인류로 500만 년 전에서 50만 년 전에 아프리카 대륙에서 서식하였다. 발원지는 동부 아프리카로 추정되며 남아프리카, 사하라 사막, 동부 아프리카 일대에서 생존하였다. 아우스트랄로피테쿠스, 남방고원(南方古猿) 또는 남방사람원숭이 라는 이름으로도 불린다.
오스트랄로피테쿠스는 현생 인류와는 그 모습이 다르지만, 두 발로 걸을 수 있고, 송곳니가 원숭이와는 다르게 작고 덜 날카롭기 때문에 원숭이에 가까운 인간으로 알려졌다. 1924년에 남아프리카에서 발견됐고 그 후 많은 화석이 발견되었다. 골반·대퇴골은 인간을 닮고 있어 직립 보행한 것 같다. 엄지는 다른 손가락에 비해서 크고, 다른 손가락과 마주보듯 붙어 있다. 두개골은 수직으로 붙어 있고 전두엽(前頭葉)·두정엽(頭頂葉)은 유인원보다 발달하였으며, 뇌의 용적은 650~750cm3로서 고릴라보다도 약 100cm3 크다. 오스트랄로피테쿠스류는 현재 6종류가 발견되어 있는데, 나무에서 나무로 뛰어다니는 숲에서의 생활을 그만두고 수목이 없는 아프리카의 남부 사막에서 생활한 것 같다. 그 결과 상지(上肢)는 손이 되어 식물성의 먹이를 채취하고, 작은 동물을 포획하며, 원숭이나 유제류(有蹄類)까지 잡아서 식량으로 했다. 1959년 동아프리카의 올드바이 계곡에서 리키(Leakey) 부처에 의해서 발견된 진잔트로푸스 보이세이(Zinjanthropus boisei)도 오스트랄로피테쿠스류에 속하는데, 카프 문화기의 역석기(礫石器)를 제작하여 원숭이의 두개골을 깨서 그 뇌수(腦髓)를 식량으로 한 것 같으며 확실히 인류라는 것이 증명되었다. 진잔트로푸스는 플라이스토세의 초기(약 100만~60만 년 전)에 출현했다.

#### 호모 하빌리스
호모 하빌리스(Homo habillis)는 신생대 제3기 플라이스토세 전기에 아프리카 동부와 남부에서 살던 화석인류다. 초기 호모속의 한 종으로 추정되며, 탄자니아의 올두바이 조지 계곡, 케냐의 마공, 루돌프 호수, 미들 아와시, 에티오피아의 오모 계곡, 남아프리카의 슈와르트크란스 등에서 그 화석이 발견되었다.

### 원인류
원인류(猿人類) 또는 원인(原人)은 가장 오랜 형의 화석인류로, 유인원에서 인간으로 갓 진화한 것이다. 진잔트로푸스 보이세이, 메간트로푸스, 피테칸트로푸스 에렉투스, 피테칸트로푸스 로브투스, 시난트로푸스 페키넨시스가 여기에 속한다. 원인(原人)의 특징은 원시적인 두골을 가지고 있는데, 두개골의 모양은 높이가 낮고 이마 부분이 뒤쪽으로 기울어져 있어 측면에서 보면 원숭이의 두개골과 비슷한 모양을 가진다. 모양이 갸름하고 너비가 좁아 유인원의 두개골과 흡사하다. 직립으로 보행하고 가장 조잡한 도구, 나무나 원석기(原石器)를 사용하여 채집이나 원시적인 수렵을 하였다. 고생물학자들은 원인이 만든 석기와 다른 영장류의 도구가 다른 점을 두 가지 찾아냈다. 첫째, 석기들 중 일부는 다른 도구를 제작하기 위해 만들었다. 막대기를 뾰족하게 다듬기 위한 돌 조각이 그런 예다. 둘째, 초기 원인은 어떤 종류의 돌멩이에서 어떤 종류의 도구를 "추출"할 수 있는지 "식별"하는 능력을 가져야 했다. 동굴에 살며 불을 이용한 것도 있었다. 간단한 언어를 표현할 수 있었다.

#### 호모 에렉투스
1940년대 이후에 자바 원인, 베이징 원인, 아프리칸트로푸스, 메간트로푸스 등의 골격을 비교 분석한 결과 동일종으로 밝혀지면서 하나의 종명으로 통합 여론이 제기되었다. 이후 첫 발견 화석인 피테칸트로푸스 에렉투스에서 종명을 취하여 호모 에렉투스라 종명을 정하게 되었다.

##### 자바 원인

자바 원인의 복원 석고상

직립원인(直立猿人) 또는 자바원인은 학명이 피테칸트로푸스 에렉투스, 1891년~1894년에 걸쳐서 뒤부아에 의해서 자바의 트리닐에서 발견된 화석인골이다. 이때 두개골의 파편·대구치(大臼齒) 2개·소구치 1개·좌대퇴골이 발견되었다. 다시 1937, 38년 케니히스왈드가 두 개의 화석인골을 발굴했다. 유인원과 현대인과의 중간 형태를 하고 있으며, 안와(眼窩)의 자리에서 전두골이 좁아지고, 굵고 넓은 안와상융기(眼窩上隆起)가 있는 두개골, 두정부(頭頂部)의 세로 능(稜)의 흔적, 두개골이 낮은 점 등은 유인원의 특징을 지니고 있다. 한편 뇌의 용적은 900~1000cm3로서 한결 현대인에 가깝고 대퇴골도 발달하여 현대인과 유사하다.
직립원인이 사용했던 석기는 발견되지 않았으나 두발로 직립보행하고 플라이스토세 전기(수십만 년 전)에 아열대 식물이나 소·옛코끼리·코뿔소·멧돼지·사슴 등의 동물과 공존하고 있었다.

##### 베이징 원인
베이징 원인(北京原人, Beijing Man)은 중국 베이징의 북동 팡산 구 저우커우뎬 용골산의 삼림에서 발견된 화석 인류이다．학명은 호모 에렉투스 페키넨시스(Homo erectus pekinesis)이며, 현재는 호모 에렉투스(Homo erectus)의 아종으로서 다뤄진다. 베이징 원인은 기존의 호모 에렉투스에 대한 학계의 이론을 갱신했다． 저우커우뎬의 베이징 원인 유적은 유네스코의 세계 유산으로서 등록되어 있다．

#### 피테칸트로푸스 로브투스
피테칸트로푸스 로브투스는 자바섬 중부의 카리 체모로강 지류유역(支流流域)에서 1936년에 발굴된 원인(猿人)이다. 직립원인보다 약간 전의 형에 속한다.

#### 호모 헤이델베르겐시스
호모 헤이델베르겐시스(Homo heidelbergensis)는 1907년 하이델베르그시 근교에서 한 고등학교 교사에 의해 처음으로 이 인류의 단단한 턱뼈가 발견되었다. 이 인류는 플라이스토세 전기(100만년전)에 살았으며, 호모 사피엔스와 호모 네안데르탈렌시스의 공동조상으로 추정되는 인류이다. 처음에는 호모 에렉투스에 분류되었다가 지금은 호모 하이덴베르겐시스로 독립시켜서 부른다. 하악골 전체가 크고, 아래턱의 돌출은 없으며, 원시적인 특징을 가졌다. 유럽에서 가장 오래된 화석인류의 뼈로 치아는 호모 네안데르탈렌시스와 비슷하다.

### 고생인류
고생인류(古生人類) 또는 원시인류(原始人類)는 원인류에 이어서 나타난 화석인류로서, 스티에기(期)의 문화를 창조했다. 네안데르탈인, 로디지아인(Rhodesia 人), 솔로인(Solo 人) 등이 고생인류에 속하며 제3 간빙기에서 제4 빙하기에 걸쳐 유럽, 아프리카, 아시아에 널리 분포되었다. 원인류보다 두개골·사지골(四肢骨)은 많이 진보되어 있었으나 현생인류에 비하면 유치한 네안데르탈인은 크로마뇽인의 조상이 되었다. 그러나 최근의 학설에 의하면 양자가 모두 같은 종류로서 현생인류의 조상이 되었다고 한다.

#### 네안데르탈인
네안데르탈인 또는 호모 네안데르탈렌시스(Homo neanderthalensis)는 플라이스토세 중기인 약 45만 년 전에 출현해 약 3만 년 전에 사라진 사람속의 한 종이다. 현생인류인 호모 사피엔스와 가까운 종이다. 유럽을 중심으로 한 서아시아에서 중앙아시아, 아프리카에 이르기까지 분포하였다. 석기(石器)의 제작 기술을 가지고 있었고, 불을 이용하였으며, 매장의 풍습을 가지고 있어, 문화를 가지고 있었다고 생각된다. 1856년 독일 뒤셀도르프 근교 네안데르(Neander) 계곡에서 인골이 발견되었기 때문에, 네안데르탈인이라는 이름이 붙여졌다.

#### 로디지아인
로디지아인(Homo rhodesiensis)은 로디지아의 브로큰 힐에서 1921년, 1925년에 발견된 고생인류이다. 뇌의 용적은 약 1250cm3, 턱은 튀어나왔고 안와(眼窩)돌기는 현저하게 원시적 양상을 띠나 치아와 사지는 발달되어 있다. 르발로와 문화(제2간빙기에서 제3간빙기까지 계속된 박편석기 문화로서 (아슐기의 손도끼를 수반한다.)의 석기를 제작하였다. 로디지아인에 관해서는 현생인류에 속한다고 생각하는 설과 네안데르탈인에서 출발했으나 현생인류의 무리로 변화하였다는 설. 니그로 인종의 성격을 갖는 네안데르탈인형(型)이며 니그로 인종의 조상이라는 설. 플라이스토세 중기의 원인류의 영역에서 벗어난 것이 아니라는 설 등이 있다.

#### 솔로인
솔로인(Homo erectus soloensis)은 플라이스토세 후기의 고생인류로 자바 중부의 솔로강 유역 트리닐 근처와 간동이란 곳에서 1931, 1932년에 발굴되었다. 두개골은 크고 약간 높다. 안와상융기가 두드러지고 대퇴골은 약간 원시적이다. 뇌의 용적은 1150cm3, 뼈의 구조로 본다면 네안데르탈인과 닮았으나 오히려 직립원인에 가깝다. 솔로인이 출토된 층은 간동층이라고 하며, 하마·물소·인도코끼리·멧돼지의 화석과 골기(骨器)를 포함하고 있다. 석기는 옥수제(玉髓製)의 박편이나 석핵(石核)이 발견되었다.

## 현생 인류
현생 인류의 분류학상 학명은 “호모 사피엔스”(Homo sapiens)다. 고호모 사피엔스나 호모 하이델베르겐시스의 후손으로 추측되는 이들 호모 사피엔스는 35만년 전에 출현한 것으로 보인다. 가장 오래된 현생 인류의 화석은 13만 년 전에 아프리카에 살았던 사람의 화석이다.
과학자들은 인간들이 침팬지들(현재 살아남아있는 오직 하나뿐인 또 하나의 사람족(Hominini))과 그들의 공통조상에서 500에서 700만년전 사이에 분리되었을 거라고 추정하고 있다. 영장류 가운데 인간과 가장 가까운 유사성을 보이는 종은 보노보와 침팬지로 이들은 대략 6백 50만 년 전 경에 각기 다른 속으로 분화하였을 것으로 추정된다. 보노보와 침팬지, 인간의 DNA 염기 서열은 97%가 일치한다. 생물학적으로도 이들과 인간 사이에는 많은 유사성이 있다. 이들은 모두 집단을 이루어 생활하며 생활에서 상호 커뮤니케이션을 중요시한다. 보노보는 모계 사회를 이루며 침팬지는 부계 사회를 이룬다.

## 인간의 진화에 관한 유전학적 연구
2010년 완성된 인간 게놈 프로젝트를 기반으로 한 네안데르탈인의 유전자를 분석한 네안데르탈 지놈 프로젝트가 시작되었으며, 2014년 다양한 원인들(말타, 클로비스인, 시베리아 원인)이 시퀀싱되었다.
이를 통한 인류의 유전자를 기반한 계통도가 완성되었고, 화석과 지질학적 연구에 추가되어 인간의 진화에 관한 종합적인 그림이 완성되었다.

## 같이 보기
- 초기 인류의 불의 이용
- 진화
- 인류의 유생연장